# Масерија Спенсијери (Кампобасо)
Масерија Спенсијери је насеље у Италији у округу Кампобасо, региону Молизе.
Према процени из 2011. у насељу је живело 39 становника. Насеље се налази на надморској висини од 770 м.